# Altishausen
Altishausen ist eine ehemalige Ortsgemeinde und eine Ortschaft der Gemeinde Kemmental des Bezirks Kreuzlingen des Kantons Thurgau in der Schweiz. Altishausen ist ein Bauerndorf an der Landstrasse Sulgen–Kreuzlingen.
Die Ortsgemeinde gehörte 1803 bis 1995 zur damaligen Munizipalgemeinde Alterswilen. Am 1. Januar 1996 fusionierten sie zur politischen Gemeinde Kemmental.

## Geschichte

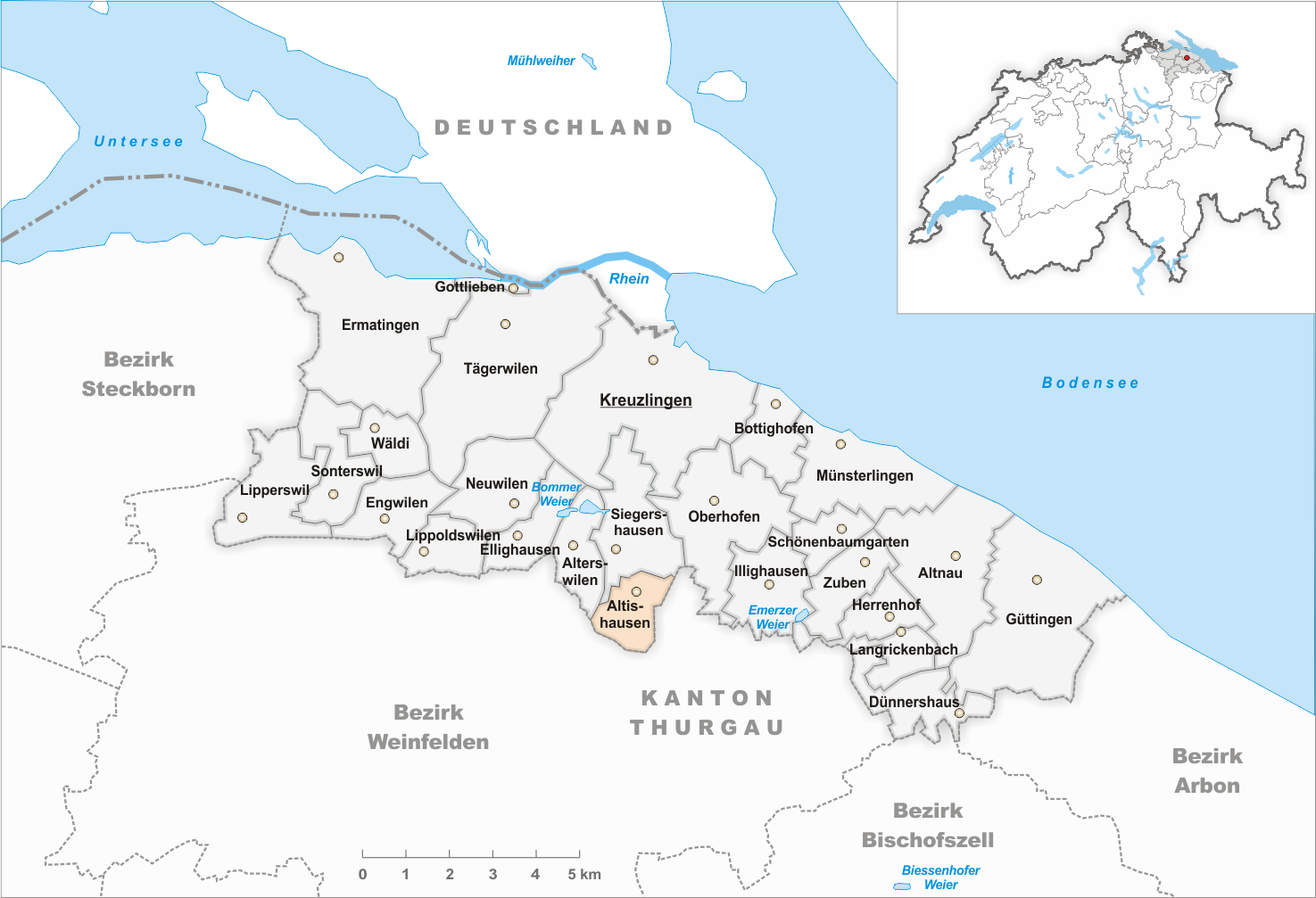
Gemeindestand vor der Fusion am 1. Januar 1996

1159 wurde die Siedlung erstmals erwähnt als Altinshusin. Altishausen war ursprünglich Teil der Konstanzer Bischofshöri und gehörte vom 13. Jahrhundert bis 1798 zur Vogtei Eggen.
Die 1451 erworbene Kapelle Allerheiligen war eine Filiale von St. Stephan zu Konstanz, wohin Altishausen vermutlich vom Frühmittelalter an kirchgenössig war. Das ab 1543/44 von Alterswilen aus betreute Kirchlein wurde 1857 abgerissen, die Kirchgemeinde per 1859 aufgelöst bzw. Alterswilen zugeschlagen. Die Katholiken sind seit der Reformation im Jahr 1529 nach Berg pfarrgenössig.
Im 19. Jahrhundert erfolgte der Übergang von Kornbau in drei Zelgen zu Vieh-/Milchwirtschaft. 1867 entstand die Dorfkäserei, 1889 die Käsereigenossenschaft Altishausen-Graltshausen. 1967 bis 1987 fand eine Güterzusammenlegung statt. Seit 1965 steht in Altishausen ein Fabrikationsbetrieb für luft- und klimatechnische Geräte, der 1991 20 Mitarbeiter beschäftigte. Auf dem Areal der 1557 erstmals erwähnten, um 1700 abgegangenen Dürrenmühle wurde an der Bahnlinie Weinfelden–Kreuzlingen 1963 bis 1965 ein Tanklager mit 400'000 Tonnen Lagerkapazität erstellt.
Altishausen bildet zusammen mit Graltshausen eine Schulgemeinde. Ab Beginn der 1980er-Jahre entstand ein neues Einfamilienhausquartier westlich des Dorfkerns.

## Bevölkerung
| Bevölkerungsentwicklung Altishausen | Bevölkerungsentwicklung Altishausen | Bevölkerungsentwicklung Altishausen | Bevölkerungsentwicklung Altishausen | Bevölkerungsentwicklung Altishausen | Bevölkerungsentwicklung Altishausen |
| ----------------------------------- | ----------------------------------- | ----------------------------------- | ----------------------------------- | ----------------------------------- | ----------------------------------- |
| Jahr                                | 1850                                | 1950                                | 1970                                | 1990                                | 2023                                |
| Einwohner                           | 120                                 | 155                                 | 111                                 | 161                                 | 286                                 |

Von den 286 Einwohnern von Altishausen am 31. Dezember 2023 waren 73 bzw. 25,5 % ausländische Staatsbürger. 101 Personen (35,3 %) waren evangelisch-reformiert und 67 (23,4 %) römisch-katholisch.